# Illacme tobini
Espèce
Illacme tobini est une espèce de myriapodes de la famille des Siphonorhinidae. C'est la seconde espèce décrite pour le genre Illacme.

## Systématique
L'espèce Illacme tobini a été décrite en 2016 par les myriapodologistes américains Paul E. Marek (d), Jean K. Krejca (d) et William A. Shear.

## Répartition
Illacme tobini n'est pour l'instant connu que d'une seule grotte située dans le parc national de Sequoia en Californie.

## Description
Cette espèce possède 414 pattes, dont quatre gonopodes, des pattes faisant office de pénis,.

## Étymologie
Son épithète spécifique, tobini, lui a été donnée en l'honneur de Ben Tobin, hydrologue au parc national du Grand Canyon, qui a permis de découvrir cette espèce ainsi que tant d'autres par ses nombreuses études dans les grottes aux États-Unis.

## Publication originale
- (en) Paul E. Marek, Jean K. Krejca et William A. Shear, « A new species of Illacme Cook & Loomis, 1928 from Sequoia National Park, California, with a world catalog of the Siphonorhinidae (Diplopoda, Siphonophorida) », ZooKeys, Sofia, Pensoft Publishers (d), vol. 626, no 626,‎ 20 octobre 2016, p. 1-43 (ISSN 1313-2989 et 1313-2970, OCLC 248547717, PMID 27833431, PMCID 5096369, DOI 10.3897/ZOOKEYS.626.9681, lire en ligne).